# Carpinus laxiflora
Carpinus laxiflora är en björkväxtart som först beskrevs av Philipp Franz von Siebold och Joseph Gerhard Zuccarini, och fick sitt nu gällande namn av Carl Ludwig von Blume. Carpinus laxiflora ingår i släktet avenbokar, och familjen björkväxter. Inga underarter finns listade.

## Bildgalleri

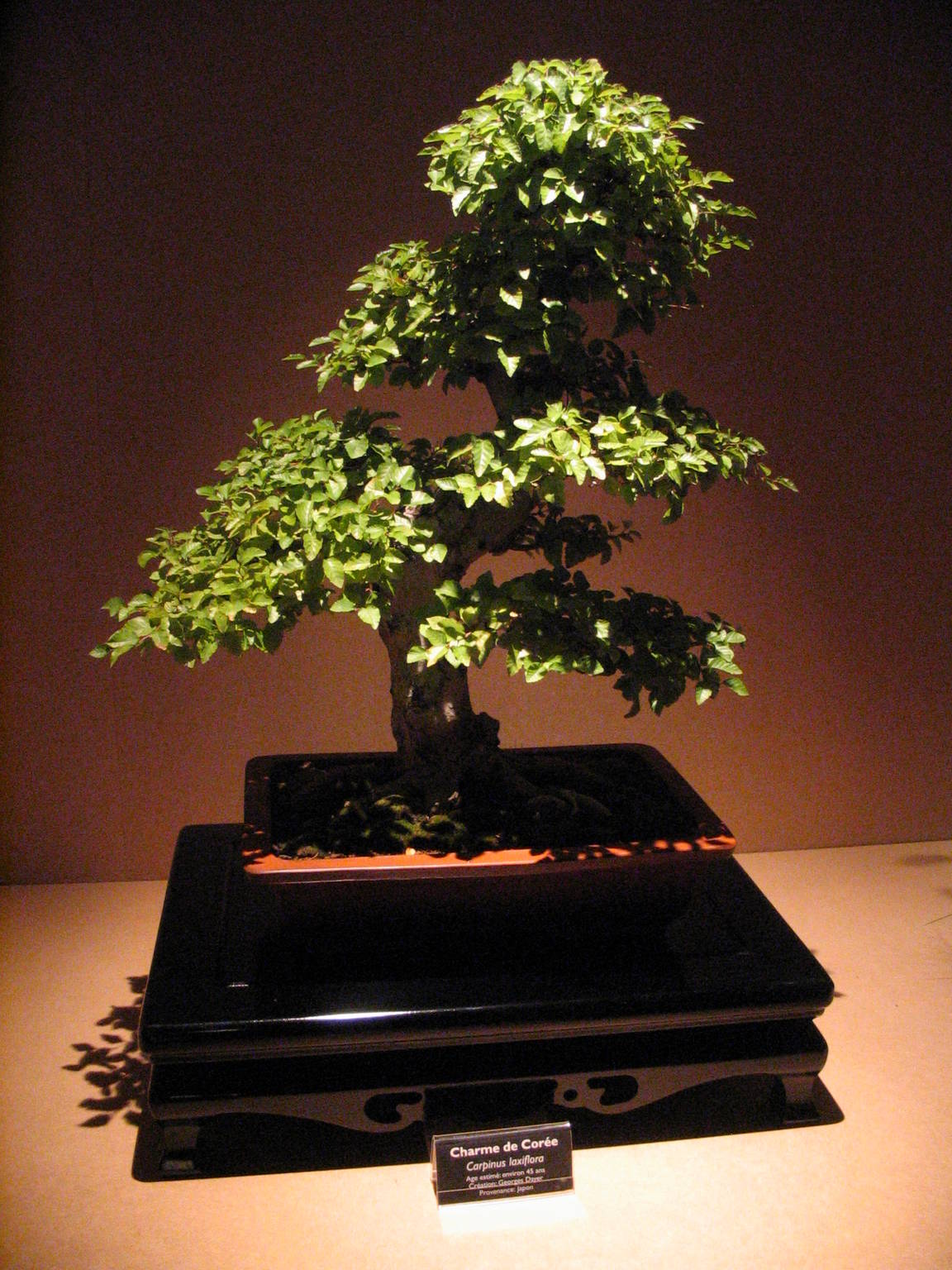
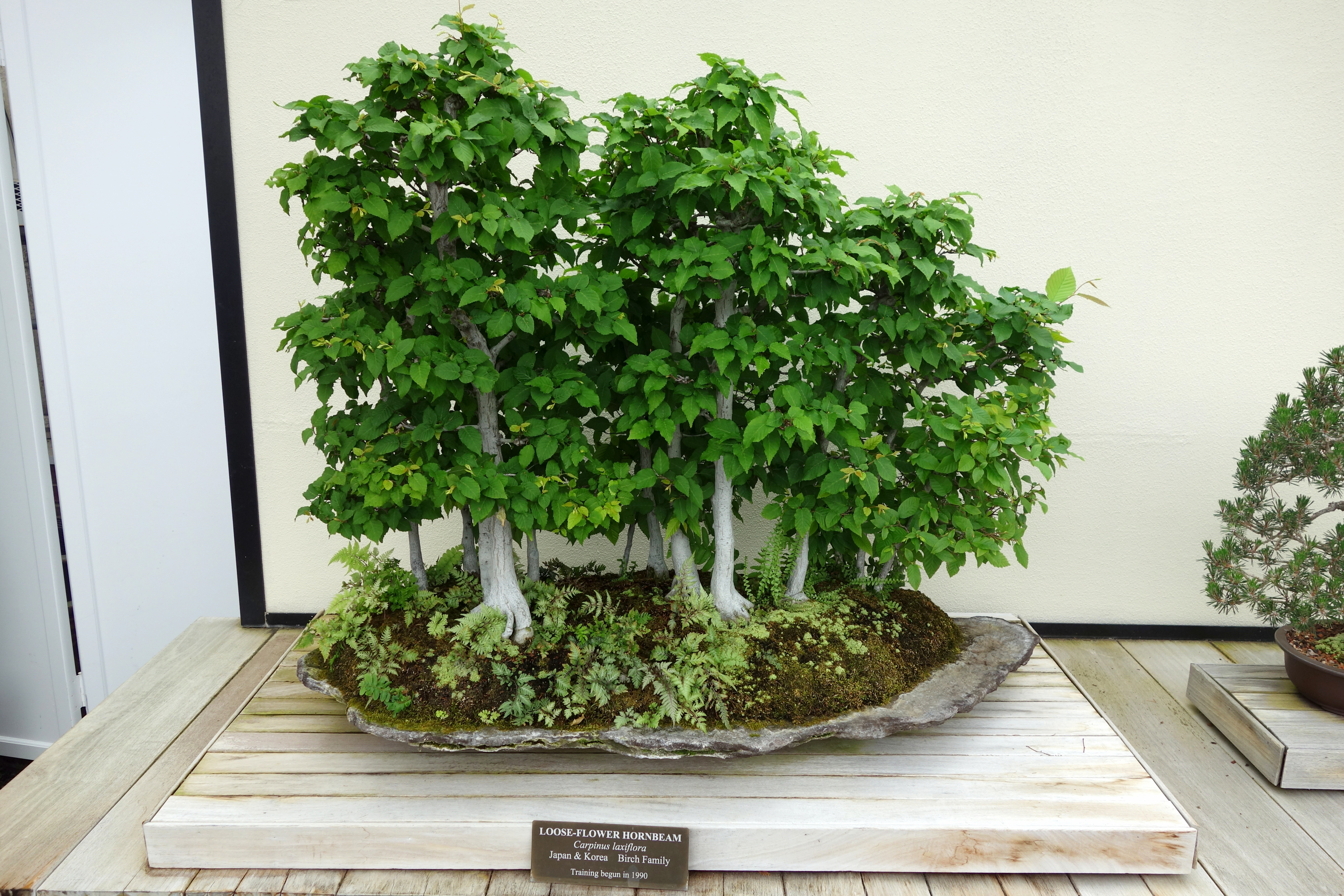
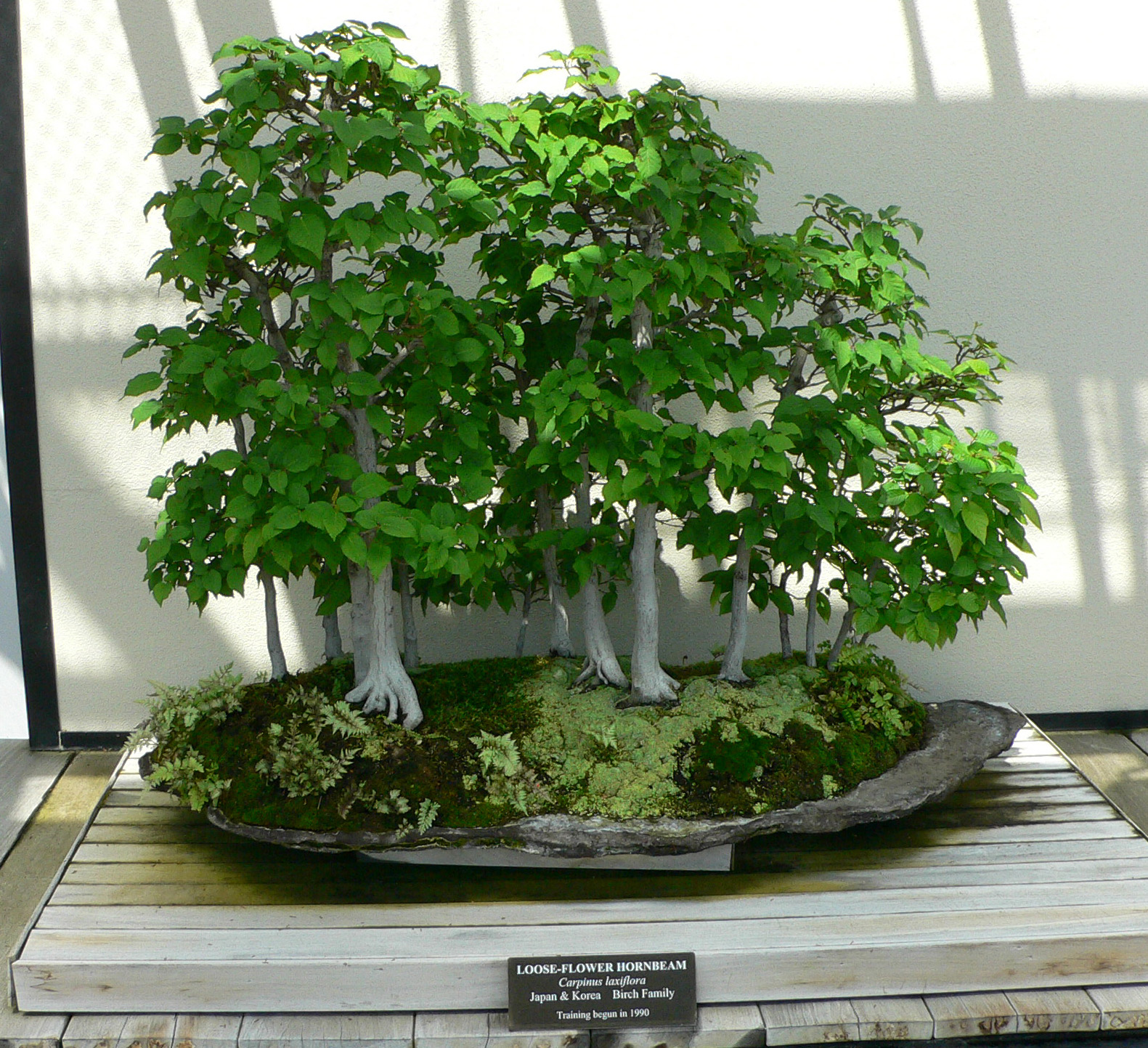
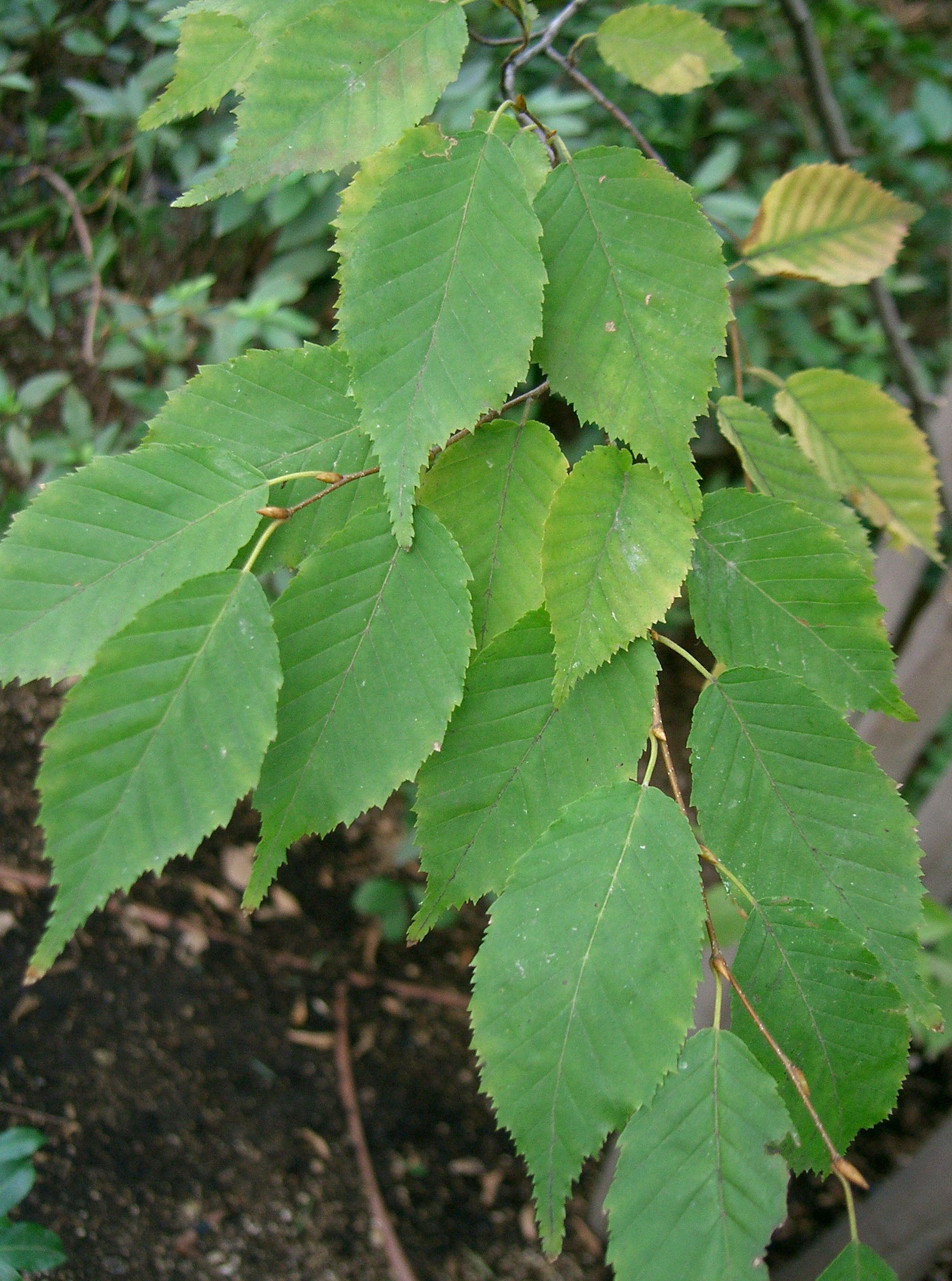